# モハマド・リザル・ファーミ・アブドゥル・ロシド
モハマド・リザル・ファーミ・アブドゥル・ロシド（マレー語: Mohd Rizal Fahmi Abdul Rosid、1986年5月1日 - ）は、マレーシアのサッカー選手である。元マレーシア代表で、ポジションはDFである。

## クラブ歴
2006年にケランタンFAに加入。フリーキックを得意とする選手で、2012年5月23日にはAFCカップ2012でのトレンガヌFA戦で獲得したフリーキックをゴールに押し込んだ。この一点もあり3-2で勝利し、準決勝に進出したものの、アルビールSCに2戦合計で6-2とされ敗北した。
2013年にセランゴールFAに移籍した。

## 代表歴
2011年3月にはラヤゴパル・クリシュナサミ監督からマレーシア代表の合宿に招集された。